# Educción de requisitos
La educción de requisitos consiste en hallar e identificar los requisitos que debe satisfacer un determinado sistema de información. Se trata de una actividad propia de la ingeniería del software, anterior al análisis de requisitos.

## Motivación y etimología
El verbo educir se define como sacar una cosa de otra y se ha adoptado por la dificultad que supone identificar los requisitos de un sistema de información. Aunque aparentemente dichos requisitos vienen dados por el cliente, la realidad es que la mayoría de ellos deben ser investigados por el ingeniero. Mayormente se habla de educción como la información obtenida a partir de las entrevistas, donde el ingeniero o analista induce al entrevistado para obtener dicha información.

## Técnicas
La técnica más simple y más utilizada para la educción de requisitos es la entrevista. No obstante, existen otras técnicas no excluyentes entre sí. El ingeniero debe seleccionar aquellas más apropiadas para el caso que le ocupa:
- Hierarchical task analysis (HTA), es decir, análisis jerárquico de tareas.
- Joint Essential Modeling (JEM), es decir, modelado esencial conjunto.
- Casos de uso, escenarios y story-boards.
- Análisis competitivo.
- Observación directa e investigación contextual.
- Card sorting u organización de conceptos.
- Brainstorming o tormenta de ideas.
- Prototipado sobre el papel.
- Mapas de roles y perfilado de usuarios.

- Datos: Q838667